# Aleš Krejčů
Aleš Krejčů ( 3. června 1944 Deštná, okres Jindřichův Hradec – 8. srpna 2022 České Budějovice) byl český pracovník památkové péče se specializací na regeneraci městských památkových rezervací, historik umění, architekt, vysokoškolský pedagog, ředitel českobudějovického Památkového ústavu v letech 1999–2005 a nejdéle sloužící památkář v Česku, který výrazně formoval českou památkovou péči posledních desetiletí.

## Život a působení
Narodil se v okrese Jindřichův Hradec ve městě Deštná 3. června 1944. V letech 1958–1962 vystudoval v Českých Budějovicích Střední průmyslovou školu stavební. Po maturitě studoval a v roce 1967 absolvoval obor pozemní stavitelství na Českém vysokém učení technickém v Praze. Odborné vzdělání si následující léta doplňoval postgraduálním studiem dějin architektury a umění na Fakultě architektury ČVUT, na Filozofické fakultě Univerzity Karlovy a studiem na Vysoké škole chemicko-technologické v Praze. Od roku 1967 pracoval v Krajském středisku památkové péče a ochrany přírody v Českých Budějovicích v oddělení architektury a úzce spolupracoval s Jihočeským podnikem pro údržbu památek v Táboře. Svým trpělivým vyjednáváním dokázal zachránit významné množství historických objektů odsouzených obecným nezájmem či politickým tlakem k zániku. Byl garantem řady mimořádně významných renovačních akcí v jihočeském regionu (hrad a zámek v Českém Krumlově, městská památková rezervace Tábor).Věnoval se závažnému tématu státních hradů a zámků. Navrhl začlenění agendy údržby a obnovy památek do struktury úseku památkové péče.
V letech 1991–2005 byl ředitelem českobudějovického Památkového ústavu. Významně se zasloužil o vybudování systému památkové péče v nově se konstituující demokratické společnosti, a to včetně reformy státní správy jihočeských hradů, zámků a dalších významných památkových areálů. V letech 2004–2005 zastával i funkci zastupujícího generálního ředitele Národního památkového ústavu. Až do svých posledních dnů předával bohaté zkušenosti v postavení oborového analytika generálního ředitelství Národního památkového ústavu.
V roce 1991 byl jedním ze zakladatelů Nadačního fondu pro rozkvět kulturního dědictví v Hluboké nad Vltavou. Přednášel na Filozofické a Theologické fakultě Jihočeské univerzity (od r. 1994), byl členem Vědecké rady generálního ředitele Národního památkového ústavu (od r. 1993), členem  Kolegia a poradních komisí ministerstva kultury a členem Českého národního komitétu ICOMOS (od r. 1993). Publikoval v odborném a regionálním tisku. Zemřel nečekaně v Českých Budějovicích 8. srpna 2022.

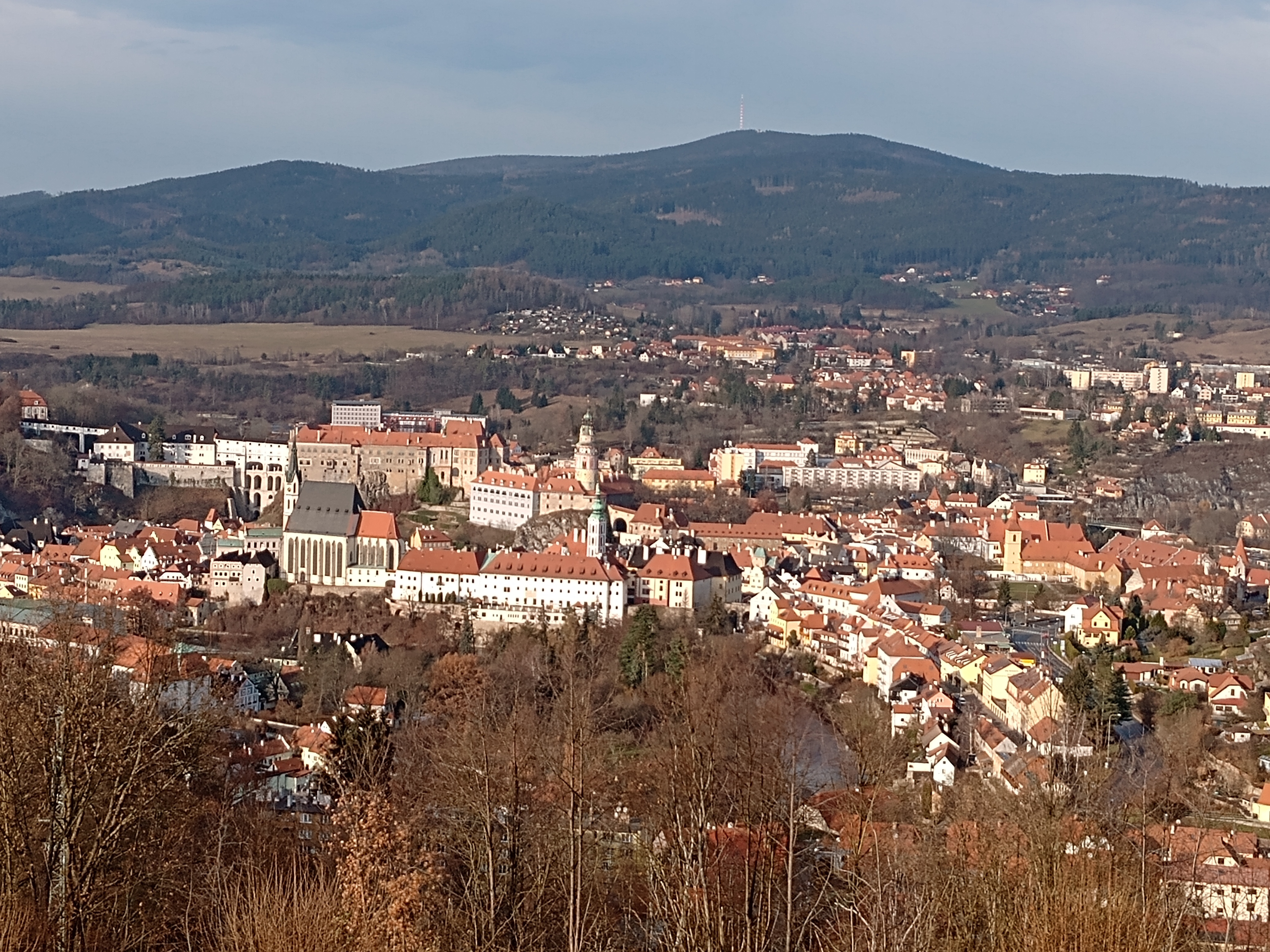
Český Krumlov - pohled z Křížové hory

### Ocenění
- 2003 Cena Europa Nostra za záchranu sbírek barokního divadla v Českém Krumlově - obdržel celý kolektiv Památkového ústavu
- 2017 Cena za památkovou péči Ministerstva kultury
- 2019 Cena Jožky Plečnika Obce architektů
- 2019 Zlatá medaile sv. Auraciána od Biskupství českobudějovického